# Tárique

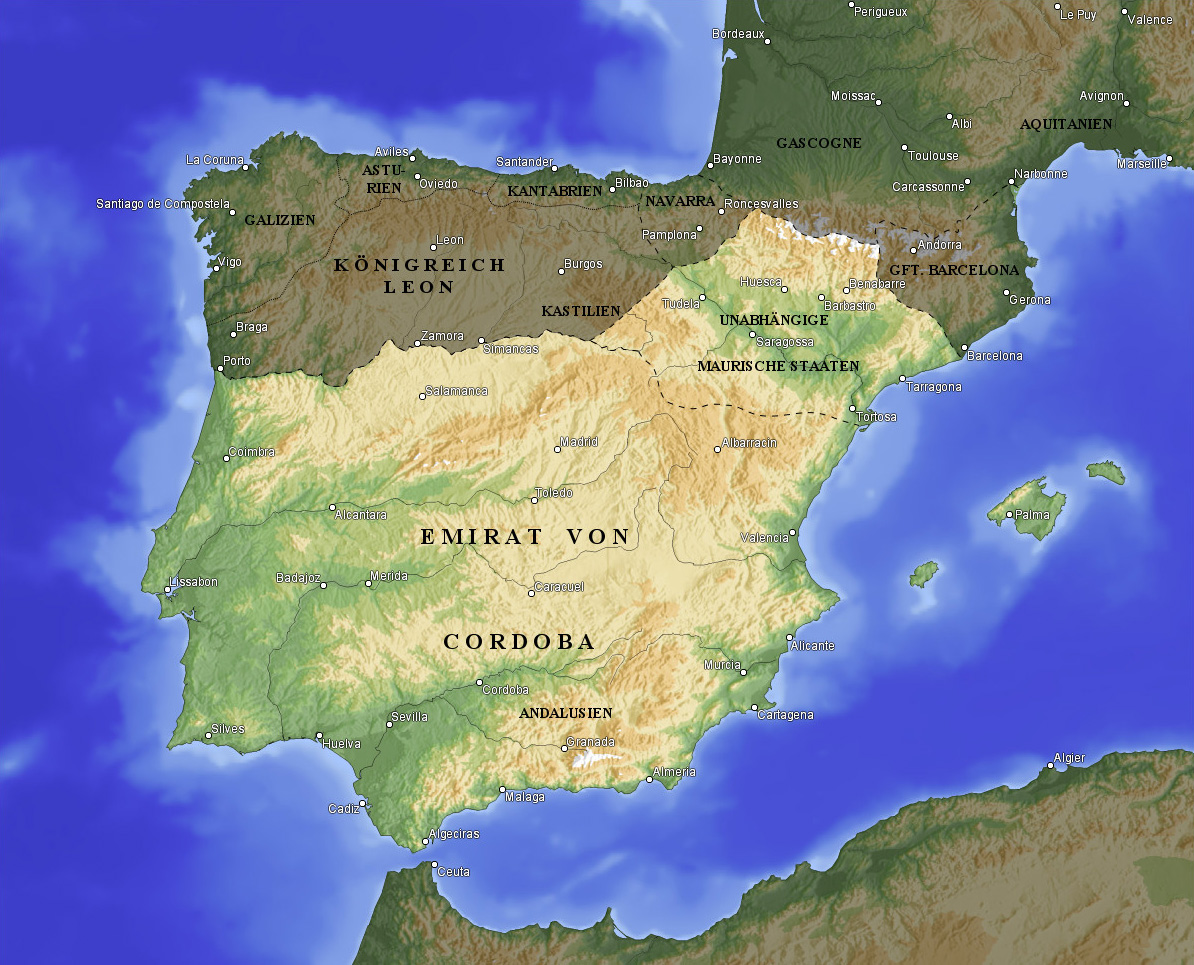
Alandalus em 910

Tárique ibn Ziade (em árabe: طارق بن زياد; romaniz.: Tāriq ibn Ziyād; ca. 670 – 720) ou Táriq foi um comandante omíada que iniciou a conquista muçulmana da Hispânia visigótica (atual Espanha e Portugal) em 711-718 DC. 
Ele liderou um exército e cruzou o Estreito de Gibraltar vindo da costa norte-africana, consolidando suas tropas no que hoje é conhecido como o Rochedo de Gibraltar. O nome "Gibraltar" é a derivação espanhola do nome árabe Jabal Ṭāriq (جبل طارق), que significa "montanha de Ṭāriq", que leva o seu nome.

## Biografia
É possível que Tárique tenha sido um escravo liberto de Muça ibne Noçáir, governador do Norte de África (Magrebe). Muça incumbiu-o de defender a posição de um grupo de herdeiros do rei Vitiza, uma facção inimiga do Reino Visigótico, com altas posições na hierarquia visigótica. A 30 de abril de 711, o exército de Tárique desembarcou no rochedo a que, posteriormente, se chamou Jabal Tárique ("monte de Tárique"), que hoje é conhecido como Gibraltar. Depois de ter todo o exército em terra, conta-se que mandou queimar os navios e teria dito aos seus soldados:
| “ | Oh, meus guerreiros, para onde podeis fugir? Atrás de vós está o mar, diante de vós, o inimigo. Só vos resta a esperança da vossa coragem e da vossa determinação. Lembrai-vos que aqui sois mais afortunados que o órfão sentado à mesa do patrão avaro. Vosso inimigo está diante de vós, protegido por um exército inumerável. Ele tem homens em abundância, mas vós, como único recurso, tendes vossas próprias espadas... Não acrediteis que eu pretenda incitar-vos a enfrentar perigos que eu próprio me recuse a partilhar convosco. Durante o ataque, estarei na frente, onde a chance de sobreviver é menor. | ” |

As tropas mouras, quase unicamente constituídas por berberes, invadiram o reino visigótico e obtiveram uma vitória decisiva a 19 de julho de 711, na Batalha de Guadalete (em Jerez de la Frontera), onde foi morto o rei Rodrigo. Seguiram-se as tomadas de Córdoba e de Toledo, em outubro do mesmo ano. Pouco depois receberia reforços de Muça ibne Noçáir. Com este, apoderou-se de quase toda a península. A tomada de Saragoça é o marco do final desta conquista. Tárique teria sido governador das terras conquistadas, mas por pouco tempo. Muça teve contratempos políticos e Tárique o acompanhou de volta a Damasco, onde Tárique morreu em 720.